# El llac blau
El llac blau (títol original en anglès: The Blue Lagoon) és una pel·lícula estatunidenca de 1980 dirigida per Randal Kleiser i remake de la de 1949, protagonitzada per Brooke Shields i Christopher Atkins, que està basada en la novel·la de Henry De Vere Stacpoole The Blue Lagoon, de 1908. La partitura musical va ser composta per Basil Poledouris i la fotografia va ser de Néstor Almendros. Ha estat doblada al català.
La pel·lícula narra la història de dos nens menuts en un paradís illenc tropical al Pacífic Sud. Sense l'orientació ni les restriccions de la societat, es produeixen canvis emocionals i físics a mesura que arriben a la pubertat i s'enamoren.
Va ser durament criticada pels crítics, que van menysprear tant el guió i la seva execució com l'actuació de Shields; tanmateix, la fotografia d'Almendros va rebre elogis. No obstant això, va ser nominada al premi Saturn a la millor pel·lícula de fantasia, Almendros va rebre una nominació l'Oscar a la millor fotografia i Atkins va ser nominat al premi Globus d'Or a la nova estrella de l'any - actor; en canvi, Shields va guanyar el premi inaugural Golden Raspberry a la pitjor actriu pel seu treball a la pel·lícula.

## Argument
A finals de l'època victoriana, dos cosins petits, Emmeline (Elva Josephson) i Richard Lestrange (Glenn Kohan), i el cuiner d'una galera, Paddy Button (Leo McKern), sobreviuen a un naufragi al sud de l'oceà Pacífic i són arrossegats pel mar fins a una illa deserta. Paddy cuida dels nens i els prohibeix per "la llei" que vagin a l'altra banda de l'illa, ja que hi ha trobat restes de sacrificis humans sagnants en un altar, i també els adverteix que no mengin unes baies vermelles. Poc després, el cuiner mor després d'una borratxera i els nens s'han de valdre per ells mateixos, i van a una altra part de l'illa per tal de reconstruir casa seva.
Els anys passen, i Emmeline (Brooke Shields) i Richard (Christopher Atkins) creixen, i els seus cossos comencen a patir els canvis propis de l'adolescència, fet que desperta en ells una curiositat natural envers l'altre. L'experiència, però, és estressant per a ells a causa de la manca d'educació sexual; ella s'espanta amb la seva primera menstruació i no deixa que ell inspeccioni el que creu que és una ferida. Aquests canvis i la curiositat que senten els duen a iniciar innocentment els seus primers jocs sexuals. Tots dos aprenen a enfrontar-se a les dificultats que ofereix la convivència, la vida a l'illa, i la possibilitat de marxar-ne, sense saber si tornaran a la civilització algun dia.

## Repartiment
| - Brooke Shields: Emmeline Lestrange - Elva Josephson: Emmeline de jove - Christopher Atkins: Richard Lestrange - Glenn Kohan: Richard de jove | - Bradley Pryce: Little Paddy Lestrange - Chad Timmermans: Paddy infant - Leo McKern: Paddy Button | - William Daniels: Arthur Lestrange - Alan Hopgood: Capità - Gus Mercurio: oficial |

## Producció
La pel·lícula era un projecte personal de Randal Kleiser, que admirava la novel·la original des de feia temps. Va contractar Douglas Day Stewart, que havia escrit The Boy in the Plastic Bubble, per escriure'n el guió i es va trobar amb el director australià Richard Franklin, que buscava feina a Hollywood. Això li va donar la idea d'utilitzar un equip de rodatge australià, que Franklin va ajudar a supervisar.
El llac blau es va rodar a Jamaica i Nanuya Levu, una illa privada de les Fiji. La flora i la fauna que apareixen en la pel·lícula inclouen una sèrie d'animals de diversos continents. Com a resultat, les iguanes filmades a les Fiji eren una espècie fins llavors desconeguda pels biòlegs; així ho va notar l'herpetòleg John Gibbons quan va veure la pel·lícula i després de viatjar a l'illa on es van filmar les iguanes; va descriure la iguana crestada de les Fiji (Brachylophus vitiensis) el 1981.
Brooke Shields tenia 14 anys quan va aparèixer a la pel·lícula. Totes les seves escenes de nu van ser interpretades per la coordinadora d'especialistes de la pel·lícula Kathy Troutt, de 32 anys. Shields va fer moltes de les seves escenes on apareixia en topless amb els cabells enganxats als pits. Atkins tenia 18 anys quan es va filmar la pel·lícula, i va interpretar les seves pròpies escenes de nu (que incloïen una breu nuesa frontal).

## Rebuda

### Crítica
Té un 9% a Rotten Tomatoes sobre 22 comentaris. El consens crític diu: "Una peça d'encantadora porqueria, El llac blau és una fantasia entremaliada que també és massa casta per ser veritablement entretinguda". Entre les crítiques més habituals, hi havia el ridículament retrat idíl·lic de com es desenvoluparien els nens fora de la societat civilitzada, l'acumulació no complerta dels nadius de l'illa com una amenaça culminant i la manera com la pel·lícula, tot provocant un encant lasciu, oculta de manera notòria totes les activitats sexuals.
Roger Ebert va donar a la pel·lícula una estrella i mitja de quatre, al·legant que "possiblement podria haver-se fet de manera interessant, si s'hagués fet un intent seriós d'explorar què podria passar realment si dos nens de 7 anys naufraguessin en una illa. Però aquesta no és una pel·lícula realista. És una història d'amor extremadament idealitzada, en la qual els nens viuen en una cabana que sembla una caseta de lluna de mel del Club Med, mentre que els indígenes cometen sacrificis humans a l'altra banda de l'illa". També va considerar que el final va ser una flagrant evasió de responsabilitat. Ell i Gene Siskel van seleccionar la pel·lícula com un dels seus "gossos de l'any" en un episodi de 1980 de Sneak Previews. Time Out va comentar que la pel·lícula "parlava d'"amor natural"; però, a banda de "fer-ho a l'aire lliure", no hi ha res de natural en els dos infants (no afectats pels vincles de la societat des dels seus primers anys), que segueixen els patrons de matrimoni i joc de rols tradicional". Gary Arnold, de The Washington Post, va referir-se de manera similar a la pel·lícula com "una pintoresca rapsòdia per aprendre habilitats, jugar a les casetes, anar a nedar, gaudir de l'escenari i començar a sentir-se sexi en la solitud tropical"; va ridiculitzar especialment la incapacitat persistent dels personatges principals de fer inferències òbvies.
No passa el test de Bechdel, segons el qual en una obra hi ha d'haver un mínim de dos personatges femenins amb nom (n'hi ha només un), que parlin l'una amb l'altra en algun moment, i que sigui sobre quelcom que no sigui un home.

### Taquilla
Malgrat la crítica, la pel·lícula va ser un èxit comercial, amb més de 58 milions de dòlars d'ingressos partint d'un pressupost de 4,5 milions de dòlars.

### Guardons
Premis
- 1981 - Premi Golden Raspberry a la pitjor actriu per Brooke Shields

Nominacions
- 1981 - premi Saturn a la millor pel·lícula de fantasia
- 1981 - Oscar a la millor fotografia per Néstor Almendros
- 1981 - premi Globus d'Or a la nova estrella de l'any - actor per Christopher Atkins
- 1981 - premi Young Artist a la millor pel·lícula d'entreteniment familiar
- 1981 - premi Young Artist al millor actor jove de pel·lícula per Christopher Atkins
- 1981 - premi Young Artist a la millor actriu jove de pel·lícula per Brooke Shields